# Kretzschmaria
Kretzschmaria Fr. (zgliszczak) – rodzaj grzybów z rodziny próchnilcowatych (Xylariaceae). Należy do niego kilkadziesiąt gatunków. W Polsce występuje jeden gatunek.

## Systematyka i nazewnictwo
Pozycja w klasyfikacji według Index Fungorum: Xylariaceae, Xylariales, Xylariomycetidae, Sordariomycetes, Pezizomycotina, Ascomycota, Fungi.
Synonimy nazwy naukowej:Ascostroma Bonord., Rhopalopsis Cooke
Polska nazwa rodzaju występuje w pracy B. Gumińskiej i W. Wojewody.

## Niektóre gatunki
- Kretzschmaria albogrisea Jad. Pereira, J.L. Bezerra & L.C. Maia 2009
- Kretzschmaria argentinensis Hladki & A.I. Romero 2001
- Kretzschmaria bengalensis Narula & Rawla 1985
- Kretzschmaria cetrarioides (Welw. & Curr.) Sacc. 1883
- Kretzschmaria chardoniana (J.H. Mill.) P.M.D. Martin 1976
- Kretzschmaria clavus (Fr.) Sacc. 1883
- Kretzschmaria colensoi (Berk.) Sacc. 1883
- Kretzschmaria curvirima J.D. Rogers & Y.M. Ju 1998
- Kretzschmaria deusta (Hoffm.) P.M.D. Martin 1970 – zgliszczak pospolity

Nazwy naukowe na podstawie Index Fungorum.